# Yahoo! Screen
Yahoo! Screen (antes Yahoo! Video) era un servicio de alojamiento de videos donde los usuarios pueden subir y compartir videos. El servicio fue creado y es propiedad de Yahoo!. Yahoo! Video comienza como un motor de búsqueda en Internet de videos y agregó la posibilidad de subir videos en junio de 2006. Todo el sitio fue rediseñado y lanzado en febrero de 2008 y cambió su foco para alojamiento de videos específicamente. Actualmente el sitio consolida los mejores videos de Yahoo! que han sido subidos por los usuarios.
El servicio gratuito permite a los usuarios buscar y ver videos, guardar videos como favoritos, suscripciones a canales, crear listas y empotrar videos en páginas web y artículos en blogs. La página principal contiene videos destacados por la editorial que se renuevan diariamente.
Yahoo! Video acepta formatos de video en WMV, ASF, QT, MOD, MOV, MPG, 3GP, 3GP2 o AVI. Los videos se visualizan en flash en una escala de 16:9 por defecto.
StupidVideos, The Onion y JibJab tienen una relación de negocio con Yahoo! Vídeo con una red calificada en el sitio.
El servicio cerró el 1 de enero de 2016 en todo el mundo y redirige a la portada de cada país.

## Localización
| País                      | URL                                                                         | Idiomas             |
| ------------------------- | --------------------------------------------------------------------------- | ------------------- |
| Australia                 | https://web.archive.org/web/20121011005705/http://au.video.yahoo.com/       | Inglés australiano  |
| Brasil                    | https://web.archive.org/web/20110430165107/http://br.video.yahoo.com/       | Portugués brasileño |
| Canadá                    | https://web.archive.org/web/20110423222311/http://ca.video.yahoo.com/       | Inglés canadiense   |
| Francia                   | https://web.archive.org/web/20110321190720/http://fr.video.yahoo.com/       | Francés             |
| Alemania                  | https://web.archive.org/web/20110514003654/http://de.video.yahoo.com/       | Alemán              |
| Hong Kong                 | https://web.archive.org/web/20110125065748/http://hk.video.yahoo.com/       | Chino tradicional   |
| Reino Unido e Irlanda     | https://web.archive.org/web/20110525233326/http://uk.video.yahoo.com/       | Inglés              |
| Italia                    | https://web.archive.org/web/20110718134228/http://it.video.yahoo.com/       | Italiano            |
| México                    | https://web.archive.org/web/20120229142916/http://mx.video.yahoo.com/       | Español mexicano    |
| España                    | https://web.archive.org/web/20110427024414/http://es.video.yahoo.com/       | Castellano          |
| Singapur                  | https://web.archive.org/web/20121010135748/http://sg.video.yahoo.com/       | Inglés singapurense |
| Filipinas                 | https://web.archive.org/web/20121029111034/http://ph.video.yahoo.com/       | Inglés filipino     |
| Malasia                   | https://web.archive.org/web/20110125012331/http://malaysia.video.yahoo.com/ | Inglés malayo       |
| Estados Unidos en español | https://web.archive.org/web/20110309042625/http://espanol.video.yahoo.com/  | Español             |

## Fin Yahoo! Videos
A partir del 15 de diciembre de 2010 se eliminaron las funcionalidades para cargar vídeos en Yahoo! Video pero se agregó una funcionalidad de descarga, disponible hasta el 14 de marzo de 2011 a los perfiles de vídeo de los usuarios para que puedan recuperar el contenido. El contenido generado por los usuarios se eliminó de Yahoo! Video a partir del 15 de marzo de 2011.
“Esta fue una decisión muy difícil, pero esto es parte de la definición de prioridades en Yahoo!”, publicó el buscador en su página aludiendo a su nuevo objetivo de concentrarse en la parte comercial y financiera del sitio, pues según la compañía de estadísticas ComScore el portal ocupaba el tercer lugar en el mercado estadounidense de videos aportados por los usuarios, después de YouTube y Facebook.
- Datos: Q4115106